# Eugénie Bonaparte
Eugénie Laetitia Bonaparte (6 de setembre de 1872 – 1949) fou la filla més jove del príncep Napoleón Bonaparte de Canino i Christine Ruspoli.
Eugénie Laetitia Barbe Caroline Lucienne Marie Jeanne Bonaparte nasqué a Grotta Ferrata, Itàlia. Els seus avis paterns eren el príncep Charles Lucien Bonaparte, nebot de l'emperador Napoleó I, i la princesa Zénaïde Bonaparte, neboda de Napoleó i filla de Josep Bonaparte (Josep I d'Espanya). Tingué dues germanes més grans que ella: Zénaïde Eugénie, que morí a l'edat de dons anys el 1862, deu anys abans que nasqués Eugénie; i Marie Bonaparte, que era dos anys més gran, nascuda el 10 de desembre de 1870.
El 16 de novembre de 1898 es casà a Roma amb Napoléon Ney (1870-1928), príncep de la Moskowa, però el matrimoni acabà en divorci el 1903.